# Layselys Jiménez
Layselys Rosa Jiménez (* 18. Februar 2001) ist eine kubanische Leichtathletin, die sich auf das Kugelstoßen spezialisiert hat.

## Sportliche Laufbahn
Erste Erfahrungen bei internationalen Meisterschaften sammelte Layselys Jiménez im Jahr 2021, als sie bei den erstmals ausgetragenen Panamerikanischen Juniorenspielen in Cali mit einer Weite von 15,76 m den vierten Platz im Kugelstoßen. Im Jahr darauf gelangte sie bei den NACAC-Meisterschaften in Freeport mit 16,10 m den fünften Platz im Kugelstoßen und 2023 gewann sie bei den Zentralamerika- und Karibikspielen in San Salvador mit 16,79 m die Bronzemedaille hinter der Dominikanerin Rosa Santana und Danielle Sloley aus Jamaika. Anschließend wurde sie bei den Panamerikanischen Spielen in Santiago de Chile mit 16,85 m Vierte.
In den Jahren 2022 und 2023 wurde Jiménez kubanische Meisterin im Kugelstoßen.